# 몬트리올 대학교
몬트리올 대학교(프랑스어: Université de Montréal 몽레알 대학교[*])는 캐나다 퀘벡주 몬트리올의 프랑스어권 공립대학이다. 13개의 학부로 구성되며 60개 이상의 과가 있다. 부속 학교로는 몬트리올 에콜 폴리테크니크와 HEC 몬트리올이 있다. 650개의 학부와 대학원 프로그램을 제공한다. 71개의 박사 프로그램을 포함한다. 대학교는 퀘벡 최대의 교육기관으로 캐나다의 세 번째로 큰 대학이다. 수업은 불어로 진행된다.